# Schloss Zossen

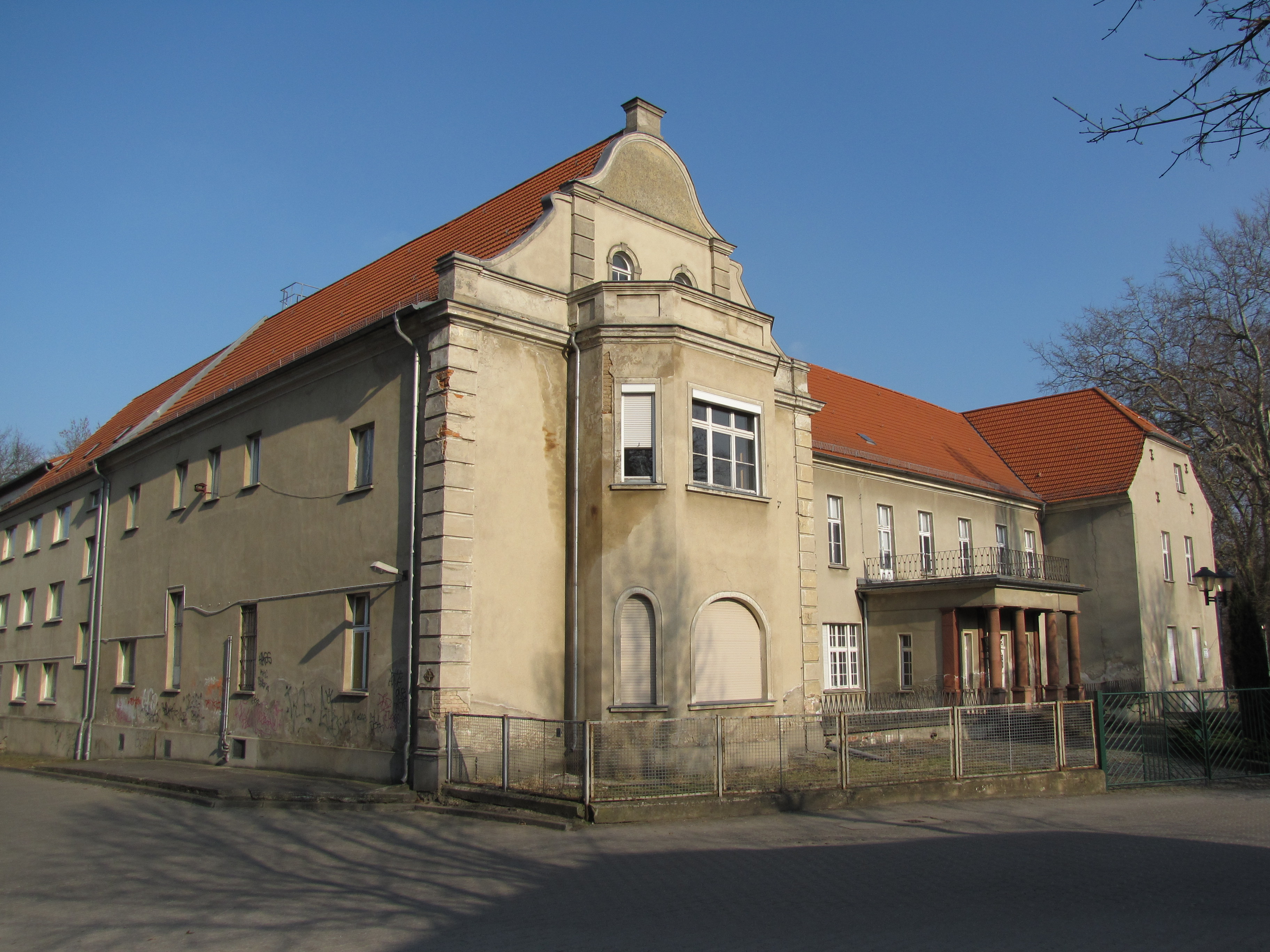
Schloss Zossen

Das Schloss Zossen (offizielle Bezeichnung in der Landesdenkmalliste Schlossanlage mit Hauptgebäude, Torhaus, Rondell, Wallanlage, Gewölbegang, Pferdestall und Remise) ist eine ehemalige, denkmalgeschützte Schlossanlage in Zossen, einer Stadt im Landkreis Teltow-Fläming im Land Brandenburg.

## Lage
Die Bundesstraße 96 und Bundesstraße 246 führen von Norden kommend ringförmig in südöstlicher Richtung um den historischen Stadtkern. Von ihnen zweigt die Berliner Straße nach Nordosten hin ab. Die Kirchstraße verläuft von ihr in nordwestlicher Richtung. Südlich der Kirchstraße steht das Ensemble im Stadtpark von Zossen.

## Geschichte

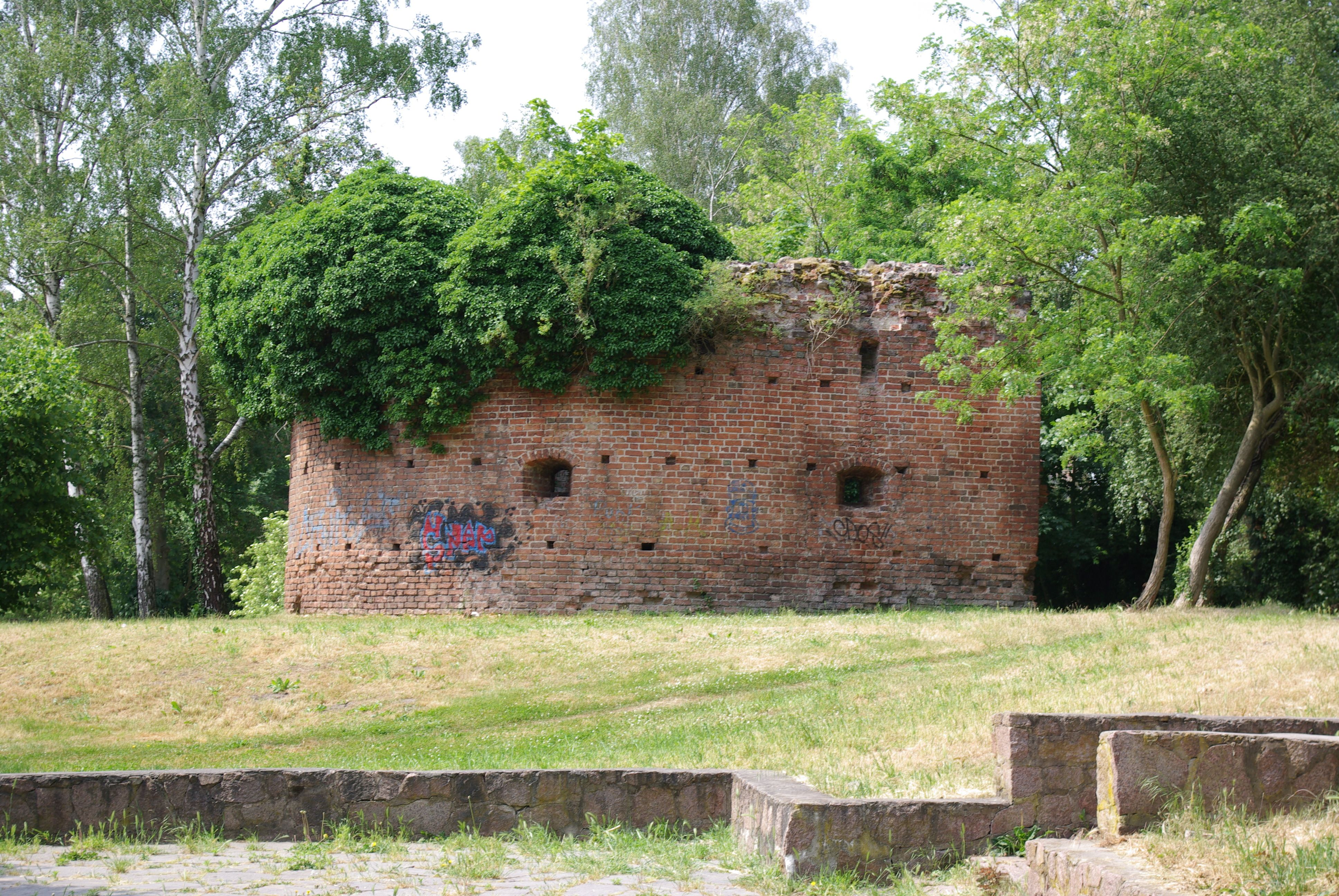
Ruine der Bastion

Die Schlossanlage entstand im 13. Jahrhundert auf einer kleinen Anhöhe als Wasserburg vermutlich auf einem ehemaligen slawischen Burgwall als markgräflich-meißnerische Grenzfeste. Zossen gehörte vor 1349 der Familie zu Torgau (Towgow), deren Besitz von Karl IV. bestätigt worden war. Die Burg stellte dabei den Mittelpunkt der Herrschaft Zossen dar. Im Jahr 1478 übergaben die von Torgau die Herrschaft an einen Georg von Stein und von dort im Jahr 1490 für 16.000 rheinländische Gulden an den brandenburgischen Markgrafen Johann Cicero. Er ließ Zossen von Amtshauptmännern verwalten. Im Jahr 1536 gelangte Zossen in den Pfandbesitz des Eustachius von Schlieben, der die Burg zur Festung ausbaute. Die Bastion bestand beispielsweise aus zwei übereinanderliegenden Wehrgängen, die mit massiven Holzbalken gesichert waren. Um 1600 entstand ein zweigeschossiger Putzbau, das „Haus Zossen“ genannt wurde.
Im Dreißigjährigen Krieg eroberten die Schweden im Jahr 1641 dennoch die Burganlage. Im Jahr 1755 wurde der mittelalterliche Bergfried unter dem Oberamtmann Gerresheim wegen Baufälligkeit bis auf die Hälfte der ursprünglichen Höhe abgetragen. In seinen unteren Geschossen waren viele Jahre Gefangene eingesperrt. Aus den Jahren 1768 bis 1874 sind ausweislich noch vorhandener Dokumente zahlreiche Umbaumaßnahmen überliefert, darunter ein Anbau an das Amtshaus. Sie gingen auf den Amtmann Huber zurück, der die Wälle und die Festungsmauern schleifen und den Wallgraben zuschütten ließ. Hierdurch entstand eine Wiese, die im 21. Jahrhundert als Schlosspark dient.
Im Jahr 1811 wurde das Schloss als Gut genutzt und kam in den Besitz der Gräfin von Mellin. Sie verkaufte es drei Jahre später an Carl (Samuel) Geißler, der es wiederum 1841 an Ferdinand Ludwig Magnus veräußerte. In dieser Zeit wurde die Burganlage im Jahr 1857 in einen Schlosspark umgewandelt. Über die Familie Eichhorn (1872) gelangte das Schloss im Jahr 1879 zur Familie Beußel, die es bis zum Ende des Zweiten Weltkrieges hielt. Sie ließen um 1920 das Bauwerk erheblich verändern. Der linke Risalit wurde im Stil der Neorenaissance neu gestaltet, ein Vorbau überspannte den nunmehr in der Mitte liegenden Eingang und im Innenraum wurden Stuckdecken im Stil des Neobarock und Expressionismus eingebaut. Die Gartenseite blieb hingegen schmucklos.
In der Zeit der DDR wurde das Schloss in den 1950er Jahren als Berufsschule genutzt, später als Sitz der Kreisverwaltung des Kreises Zossen. In dieser Zeit wurde der linke Seitenflügel um moderne Anbauten erweitert. 1956 entstand der Stadtpark. Nach der Wende zog die Behörde aus und das Gebäude wird seit dieser Zeit als Büro- und Geschäftshaus genutzt.

## Baubeschreibung
Die genaue Ausdehnung der Anlage, so Hiltrud und Carsten Preuß, ist bislang immer noch nicht bekannt. Bei archäologischen Grabungen in den 1980er Jahren am Marktplatz wurden jedoch Ofenkacheln von kunsthistorischem Wert gefunden. Die Reformationskacheln könnten aus dem Schloss Zossen stammen und zeigen ein Bildprogramm. Sie könnten als Füllmaterial beim Bau eines Gebäudes am Marktplatz genutzt worden sein. Weitere Untersuchungen in der Kirchstraße ergaben Hinweise, dass es zu einer früheren Zeit vielleicht eine Vorburg gegeben haben könnte. Ebenso wurde ein unterirdischer Gang vom Schlosskeller zur Notte freigelegt.
Kern der Anlage war das Haus Zossen, das vermutlich zum Ende des 16. Jahrhunderts entstand. Eine aus dem Jahr 1698 vorhandene Inventarliste zeigt, dass das Gebäude aus Mauersteinen errichtet war und über sieben Kellergewölbe verfügte. Es besaß einen H-förmigen Grundriss mit kurzen Seitenflügeln. Aus einer Stadtansicht aus dem Jahr 1710 ist bekannt, dass das Bauwerk mehrere Giebel und sieben Schornsteine besaß. Allerdings, so Hiltrud und Carsten Preuß, könnte es sich dabei auch um eine idealisierte Darstellung handeln. Erhalten blieben im 21. Jahrhundert die tonnengewölbte Kelleranlage sowie einzelne gratgewölbte Räume aus dem ehemaligen Erdgeschoss, darunter ein Saal mit Sterngewölben. Im nordwestlichen Bereich wurde der Flügel durch moderne Anbauten verlängert. Am südöstlichen Seitentrakt befindet sich eine Sonnenuhr, die aus Sandstein gefertigt wurde und die Jahreszahl 1824 sowie die Buchstaben C.G. für den Bauherren Carl Geisler trägt.
Zur Anlage gehört weiterhin ein Rondell, das die Form eines Halbkreises hat. Ein Torhaus ist ebenfalls noch vorhanden, allerdings, so das Brandenburgische Landesamt für Denkmalpflege und Archäologische Landesmuseum (BLDAM), durch einen modernen Putz „entstellt“. Es kennzeichnete den Übergang vom Hof zur früheren Befestigungsanlage.